# Ofelia Malinov
Ofelia Malinov, née le 29 février 1996 à Bergame, est une joueuse italienne de volley-ball évoluant au poste de passeur.

## Carrière
Avec la sélection nationale italienne, elle termine deuxième du Championnat d'Europe féminin de volley-ball des moins de 18 ans 2013, du Grand Prix mondial de volley-ball et du Championnat du monde féminin de volley-ball 2018 et remporte le Montreux Volley Masters en 2018. Elle est d'ailleurs nommée meilleure passeuse du Mondial 2018.
Elle est finaliste de la Ligue des champions féminine de volley-ball 2016-2017, vainqueur de la Coupe d'Italie de volley-ball féminin 2017 et vainqueur de la Supercoupe d'Italie de volley-ball féminin 2016 avec Imoco Volley.